# Africactenus tenuitarsis
Africactenus tenuitarsis là một loài nhện trong họ Ctenidae.
Loài này thuộc chi Africactenus. Africactenus tenuitarsis được Embrik Strand miêu tả năm 1908.